# Morti nel 1416
| Questa pagina contiene informazioni ricavate automaticamente dalle voci biografiche con l'ausilio del template Bio e di un bot. L'aggiornamento è periodico e automatico e ricostruisce completamente la pagina. Se manca una persona in questa lista, sei pregato di non aggiungerla, ma accertati piuttosto che la sua voce biografica contenga il template Bio e che i dati anagrafici siano correttamente compilati. Se il template Bio manca, inseriscilo tu stesso o, in alternativa, metti l'avviso {{tmp\|Bio}} che ne segnala la mancanza. Se i dati riportati sono sbagliati, correggi direttamente la voce biografica; le modifiche saranno visibili in questa lista entro pochi giorni. Per chiarimenti vedi il progetto biografie. La lista contiene solo le 30 persone che sono citate nell'enciclopedia e per le quali è stato implementato correttamente il template Bio. Pagina aggiornata al 2 mag 2025. |

- 21 gennaio - Jacopo Avanzi, pittore italiano
- 1º febbraio - Dino Rapondi, mercante e politico italiano (n. 1350)
- 2 febbraio - Racek Kobyla di Dvorce, nobile ceco
- 23 febbraio - Gigliola da Carrara, nobile italiana (n. 1379)
- 17 marzo - Alice FitzAlan, nobile inglese
- 29 marzo - Eutimio II di Costantinopoli, arcivescovo ortodosso bizantino
- 2 aprile - Ferdinando I d'Aragona, re (n. 1380)
- 21 maggio - Anna di Cilli, nobildonna (n. 1381)
- 30 maggio - Girolamo da Praga, teologo ceco
- 15 giugno - Giovanni di Valois, duca francese (n. 1340)
- 5 agosto - Paolo Orsini, nobile e condottiero italiano (n. 1369)
- 20 settembre - Andrea Malatesta, condottiero italiano (n. 1373)
- 28 novembre - Costanza di York, nobile inglese (n. 1374)
- 3 dicembre - Enrico di Brunswick-Lüneburg, nobile
- 26 dicembre - Eleonora d'Aragona, sovrana spagnola (n. 1333)
- Bandello Bandelli, cardinale italiano
- Margherita di Borbone-Clermont, nobile francese (n. 1344)
- Antonio David, vescovo cattolico italiano
- Federico Frezzi, poeta e vescovo cattolico italiano
- Giuliana di Norwich, mistica inglese (n. 1342)
- Hrvoje Vukčić Hrvatinić, nobile bosniaco
- Fratelli Limbourg, miniatore olandese
- Biagio Pelacani, matematico e filosofo italiano
- Sancio Ruiz de Lihori, nobile e militare spagnolo
- Samsenthai, sovrano laotiano (n. 1357)
- Tommaso III di Saluzzo, marchese italiano (n. 1356)
- Giovanni Vignati, nobile italiano
- Wang Fu, pittore e calligrafo cinese (n. 1362)
- Pietro d'Ancarano, giurista italiano (n. 1333)
- Čokre Khan, condottiero mongolo